# 23. септембар
23. септембар (23.9.) је 266. дан у години по грегоријанском календару (267. у преступној години). До краја године има још 99 дана.
Први дан у години по француском револуционарном календару.

## Догађаји
- 1840 — Црногорци су на Мљетичку, на Дурмитору, убили 80 турских војника и муселима Смаил-агу Ченгића, који је кренуо да скупља харач. О том догађају хрватски песник Иван Мажуранић испевао је херојски еп „Смрт Смаил-аге Ченгића“. Црногорце је предводио Петар II Петровић Његош.
- 1846 — Немачки астроном Јохан Готфрид Гале открио је планету Нептун.
- 1866 — Српски кнез Михаило Обреновић и црногорски кнез Никола I Петровић закључили су уговор о заједничкој борби за ослобођење од Турака и уједињење српских земаља. Кнез Никола се обавезао да ће се у случају уједињења две државе одрећи престола у корист кнеза Михаила.
- 1897 — Основано Српско привредно друштво Привредник у Загребу.
- 1914 — У првом ваздушном нападу на Немачку, британско ваздухопловство бомбардовало је у Првом светском рату град Диселдорф.
- 1932 — Неџад, Хеџас и више других области које је под патронатом Уједињеног Краљевства на Арабијском полуострву припојила династија Саудита, ујединило се у државу Саудијска Арабија.
- 1956 — Велика Британија и Француска препустиле су Савету безбедности УН проблем Суецког канала.
- 1957 — Грчка је одбацила захтев Букурешта да се Румунија прикључи Балканском савезу, који су уговорима 1953. у Анкари и 1954. на Бледу закључиле Југославија, Грчка и Турска. Балкански савез основан је као одговор на војни притисак земаља источног блока на Југославију.
- 1973 — Хуан Перон изабран је трећи пут за председника Аргентине. Његова жена Изабела постала је потпредседник.
- 1981 — Формирана 125. моторизована бригада.
- 1987 — У Београду је одржана 8. седница Централног комитета Савеза комуниста Србије, на којој је дошло до прекретнице у идеологији и политици српских комуниста. У сукобу две фракције победила је тврда струја тадашњег председника ЦК СК Србије Слободана Милошевића, над умереном политиком председника Председништва Србије Ивана Стамболића. Милошевић је потом извршио чистке у партији и медијима и обезбедио основ за своју националистичку политику.
- 1997 — На мировним преговорима у Северној Ирској, протестантски унионисти су први пут после 75 година разговарали директно са вођама Шин Фејна, политичког крила Ирске републиканске армије.
- 1998 — Савет безбедности УН донео је резолуцију 1199 којом се захтева прекид ватре између српских снага безбедности и косовских Албанаца, предузимање мера за спречавање хуманитарне катастрофе и нестављање преговора о окончању кризе на Косову и Метохији. Најављене су даље акције и додатне мере уколико резолуција не буде поштована.
- 2001 —
  - САД су укинуле санкције Индији и Пакистану, уведене 1998, када су те две земље извршиле нуклеарне пробе.
  - Левичарска партија, која потиче из бившег пољског комунистичког режима, освојила је већину гласова на парламентарним изборима у Пољској.

## Рођења
- 63. п. н. е. — Октавијан Август, први римски цар (прем. 14)
- 1819 — Иполит Физо, француски физичар (прем. 1896)
- 1865 — Сузана Валадон, француска сликарка (прем. 1938)
- 1866 — Драга Машин, супруга краља Александра Обреновића (прем. 1903)
- 1874 — Ернст Штерувиц, аустријски политичар (прем. 1952)
- 1915 — Клифорд Шул, амерички физичар, добитник Нобелове награде за физику (1994). (прем. 2001)
- 1916 — Алдо Моро, италијански политичар (прем. 1978)
- 1920 — Мики Руни, амерички глумац и забављач (прем. 2014)
- 1930 — Реј Чарлс, амерички музичар и композитор (прем. 2004)
- 1935 — Зоран Ковачевић, српски биохемичар, академик САНУ, председник Огранка САНУ у Новом Саду. (прем. 2025)[1]
- 1938 — Роми Шнајдер, немачко-француска глумица (прем. 1982)
- 1943 — Хулио Иглесијас, шпански музичар и фудбалер
- 1948 — Вера Николић, српска атлетичарка и атлетска тренеркиња (прем. 2021)
- 1949 — Јелена Јурјевна Гускова, јесте руски историчар и академик. Садашњи је инострани члан Српске академије наука и уметности члан Сената Републике Српске.[2]
- 1949 — Брус Спрингстин, амерички музичар
- 1956 — Паоло Роси, италијански фудбалер  (прем. 2020)
- 1965 — Марк Вудфорд, аустралијски тенисер
- 1968 — Небојша Гудељ, српско-босанскохерцеговачки фудбалер и фудбалски тренер
- 1968 — Лидија Михајловић, српска стрелкиња
- 1970 — Снежана Пајкић, српска атлетичарка
- 1973 — Јоргос Лантимос, грчки режисер, продуцент и сценариста
- 1976 — Сара Бласко, аустралијска музичарка и музичка продуценткиња
- 1976 — Милан Петровић, српски музичар
- 1976 — Катарина Час, словеначка глумица
- 1978 — Ентони Маки, амерички глумац
- 1980 — Мартон Бадер, мађарски кошаркаш
- 1982 — Шајла Стајлз, америчка порнографска глумица (прем. 2017)
- 1983 — Марсело Мело, бразилски тенисер
- 1988 — Хуан Мартин дел Потро, аргентински тенисер[3]
- 1997 — Џон Колинс, амерички кошаркаш

## Смрти
- 1687 — Стојан Јанковић, ускочки војвода. (рођ. отприлике 1635)
- 1870 — Проспер Мериме, француски писац. (рођ. 1803)
- 1882 — Фридрих Велер, немачки хемичар. (рођ. 1800)
- 1923 — Иво Ћипико, српски приповедач. (рођ. 1869)[4]
- 1939 — Зигмунд Фројд, аустријски психијатар. (рођ. 1856)
- 1943 — Марија Бурсаћ, учесница Народноослободилачке борбе и прва жена народни херој Југославије. ((рођ. 1920)[5]
- 1973 — Пабло Неруда, чилеански писац и дипломата. (рођ. 1904)
- 1988 — Тибор Секељ, светски путник. (рођ. 1912)
- 2006 — Хенри Арнолд, британски композитор филмске музике. (рођ. 1921).
- 2008 — Соња Савић, српска глумица. (рођ. 1961)

## Празници и дани сећања
- 1719 — Лихтенштајн је постао независна кнежевина у оквиру Светог римског царства.
- 1817 — Шпанија и Велика Британија потписале су споразум о забрани трговине робљем.
- 1893 — У Београду је стављена у погон прва јавна електрична централа у Србији.
- 1991 — Јерменија је прогласила независност од Совјетског Савеза.
- Међународни дан знаковног језика